# Molophilus fustiferus
Molophilus fustiferus är en tvåvingeart som beskrevs av Alexander 1961. Molophilus fustiferus ingår i släktet Molophilus och familjen småharkrankar. Inga underarter finns listade i Catalogue of Life.